# 페터 지몬 팔라스

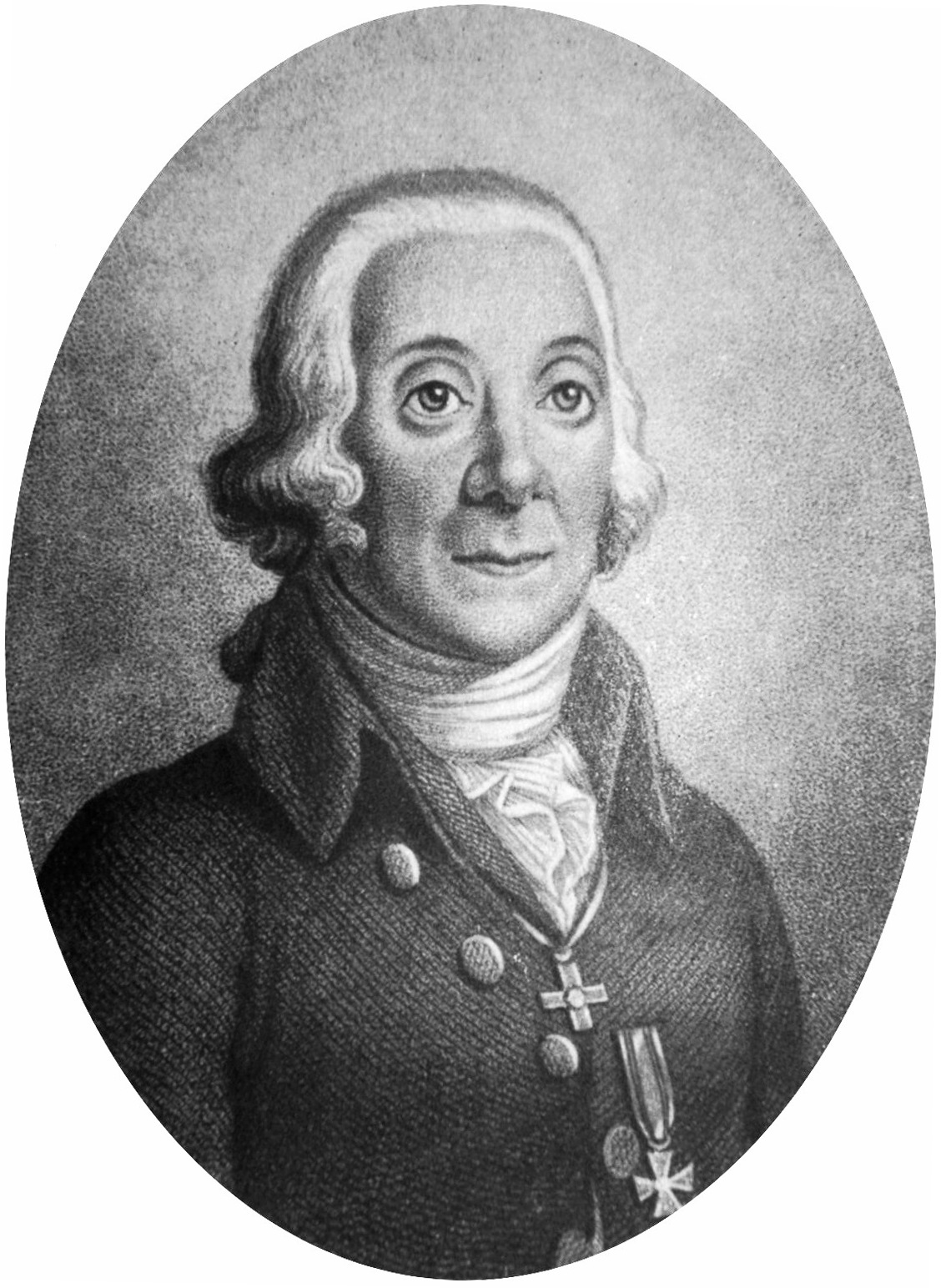

페터 지몬 팔라스(Peter Simon Pallas, 1741년 9월 22일 – 1811년 9월 8일)는 프로이센의 동물학자이자 식물학자이다. 1767년부터 1810년 사이 러시아에서 일했다.
지몬 팔라스 외과교수의 아들로서 베를린에서 태어났다. 사설 튜터와 함께 공부하다가 박물학에 관심을 가져 마르틴 루터 할레비텐베르크 대학교와 괴팅겐 대학교에 진학했다. 1760년에 레이던 대학교에 전학하여 19세 나이에 박사 학위를 받았다.

## 기념
여러 동물들이 팔라스에 의해 기술되었으며 공통명에 그의 이름이 들어가 있다: 예를 들면 마눌(Pallas's cat), 팔라스긴혀박쥐, 팔라스다람쥐 등이 있다.
또, 다른 사람들에 의해 그의 이름이 학명에 들어간 경우도 있다. 예를 들면 그리스거북(Testudo graeca pallasi), 팔라스우는토끼, 청어(Clupea pallasii) 등이 있다.